# 卡麦克院线
卡麦克院线 （英語：Carmike Cinemas, Inc.）总部位于佐治亚州哥伦布市，曾是一个连锁电影院线。 截至2016年3月，该公司在41个国家拥有276家影院的2,954屏幕，是美国第四大电影院线。 公司将自身宣传为"美国的本土影院"，影院选址主要位于农村或城郊地区，人口通常在200，000人以内。 公司影院一般会以影厅数量命名，例如，"Carmike15"。
2016年3月4日， AMC宣布收购卡麦克的意向。 2016年12月21日收购完成。卡麦克原有影院都改为AMC名字经营。

## 历史
卡麦克院线由Carl L. Patrick, Sr. 在1982年通过收购马丁院线而得。卡麦克名称来自于Carl的两个儿子Carl和Michael。
1996年，卡麦克收购了福克斯剧院股份有限公司（其中有61块屏幕属于连锁），和马克西平价电影院(其中有18块屏幕属于连锁)，两家公司主要在宾夕法尼亚州。1997年，卡麦克与沃尔玛合作，启动与好莱坞的业务。包括一个现代化的有5至15屏幕的电影院、室内小型高尔夫球场、一个滚轴溜冰场，激光射击竞技场及电子游戏场。 当时，卡麦克认为这个领域极为有利可图。 虽然佐治亚州哥伦布市的仍在经营，其他地区已经关闭。 

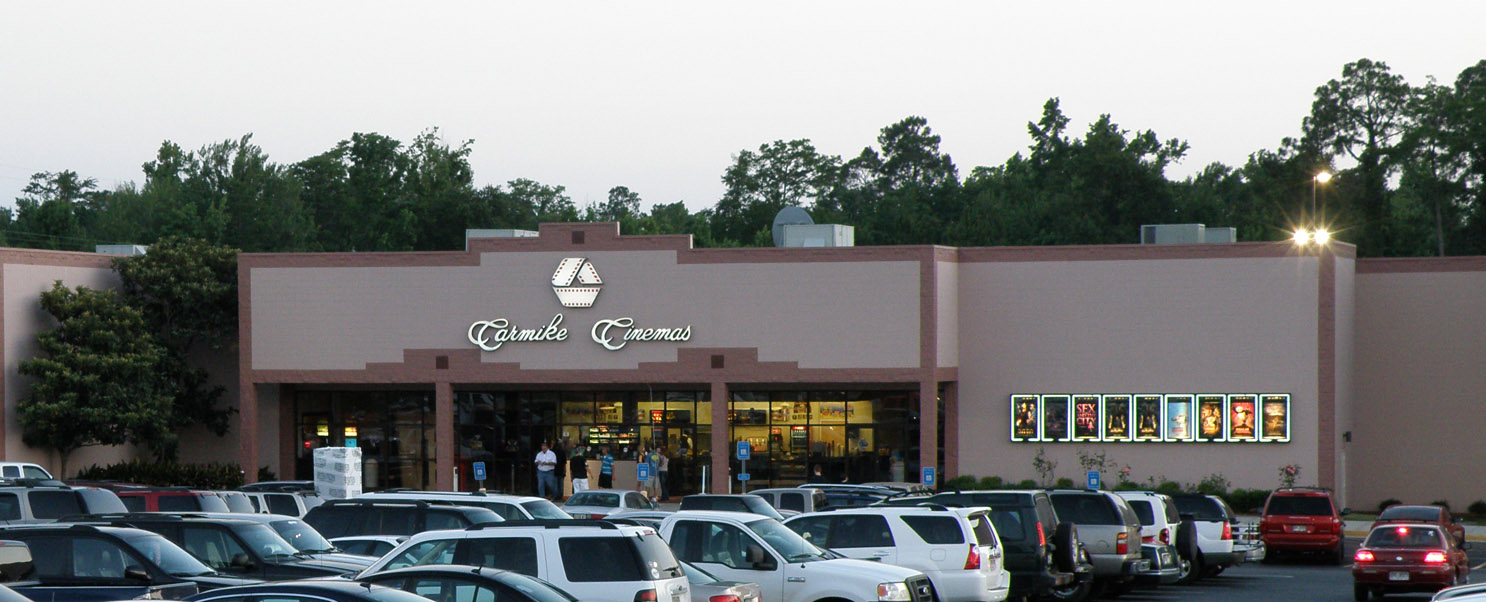
佐治亚州的卡麦克影院

由于未能将九百万美元的利息支付给债券持有人，公司背负了大约美元650万的债务。根据第11章破产保护，卡麦克在2000年8月破产。之后，由于宣布破产，许多在比较冷清的城市的剧院(大部分为1-3影厅的小影院)关门，一些翻修成新的电影院，有10以上的影厅。 卡麦克的屏幕数量从448减少到刚刚超过300个。
2016年3月, AMC宣布，欲以11亿美元收购卡麦克。得到监管和股东的批准后， 该交易于同年12月21日完成。 AMC由此超越帝高，成为为美国最大的电影院线。 2017年2月，AMC宣布它将停止卡麦克的品牌名称使用，全部改称AMC，并且创建新品牌AMC经典，用于卡麦克的小型影院。